# Adenostyles
Genre
Classification APG III (2009)
Adenostyles est un genre de plantes herbacées de la famille des Asteraceae.

## Liste d'espèces et sous-espèces
Selon Catalogue of Life (8 juillet 2024) :
- Adenostyles alliariae (Gouan) A. Kern.
  - Adenostyles alliariae subsp. alliariae
  - Adenostyles alliariae subsp. orientalis (Boiss.) Greuter
- Adenostyles alpina (L.) Bluff & Fingerh.
  - Adenostyles alpina subsp. alpina
  - Adenostyles alpina subsp. macrocephala (Huter, Porta & Rigo) Dillenb. & Kadereit
  - Adenostyles alpina subsp. nebrodensis (Wagenitz & I.Müll.) Greuter
  - Adenostyles alpina subsp. pyrenaica (Lange) Dillenb. & Kadereit
- Adenostyles australis (Ten.) Iamonico & Pignatti
- Adenostyles briquetii Gamisans
- Adenostyles leucophylla (Willd.) Rchb.
- Adenostyles × eginensis Lagger ex Braun
- Adenostyles × intermedia Hegetschw.

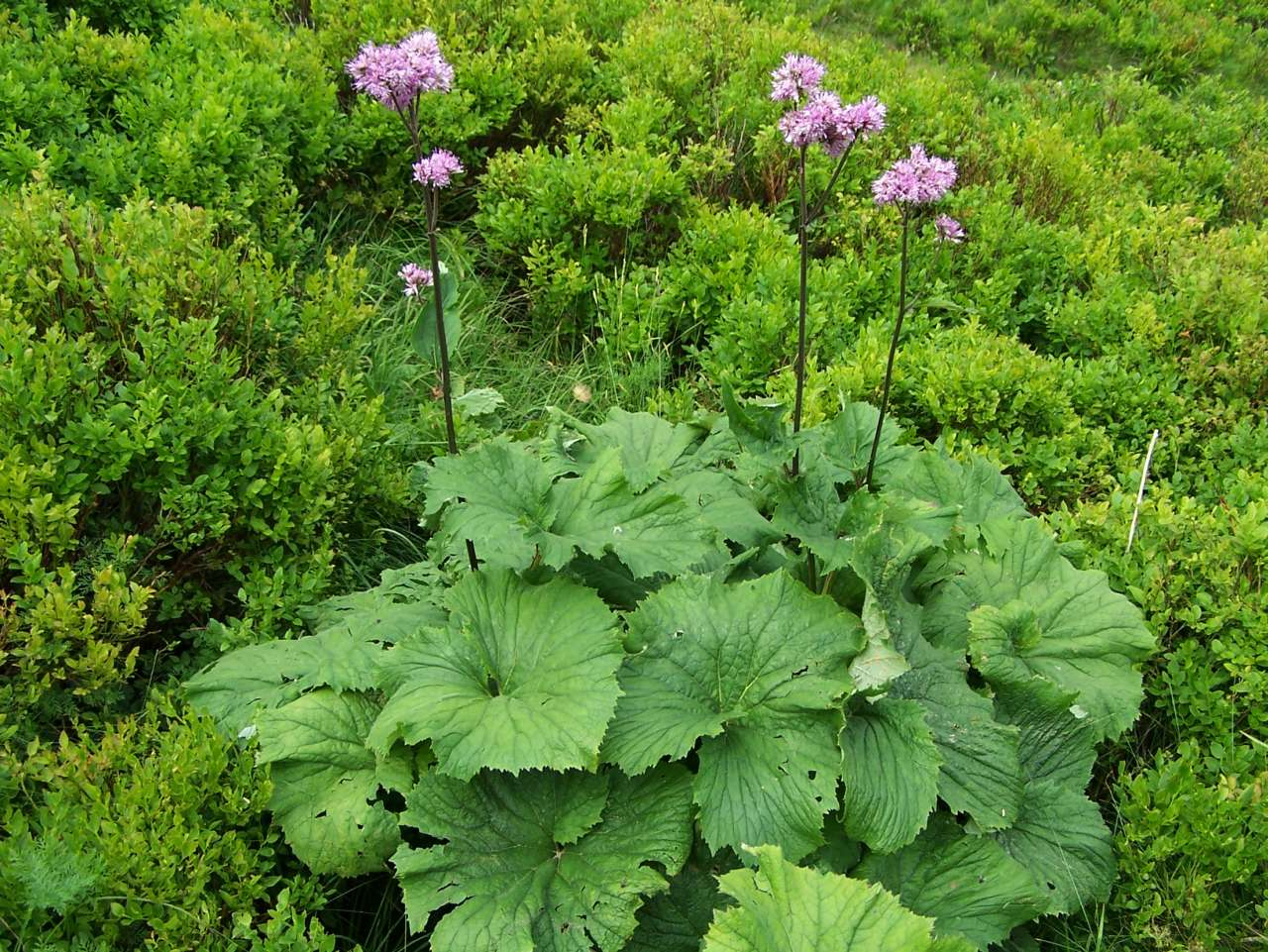
Adenostyles alliariae
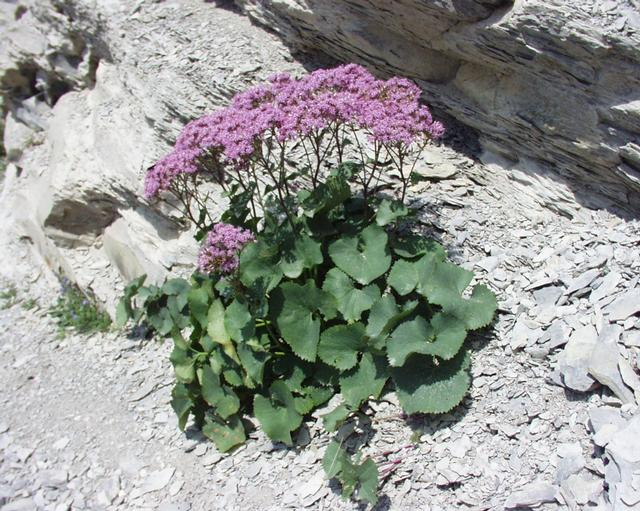
Adenostyles alpina
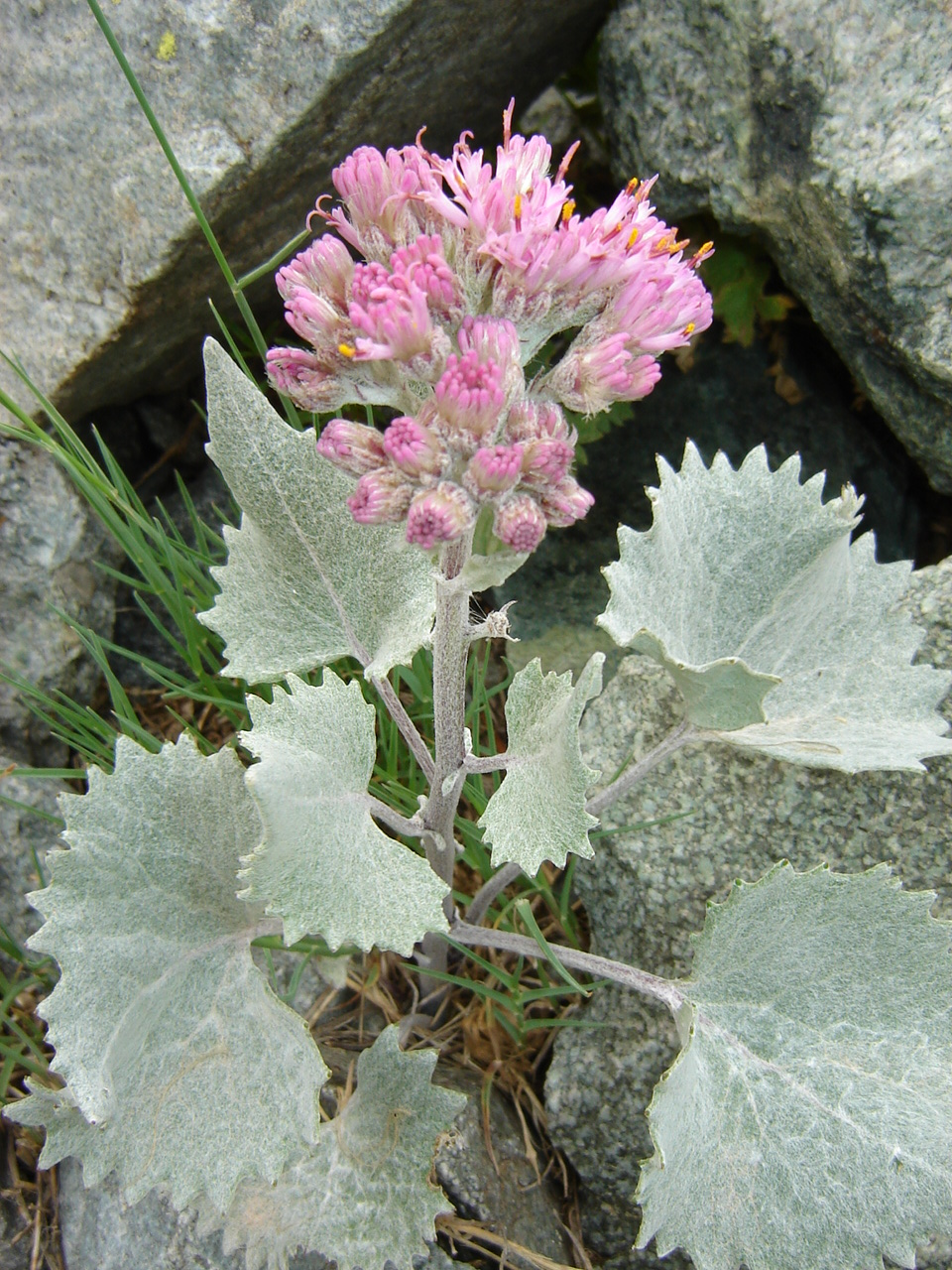
Adenostyles leucophylla